# Mörke-Malen
Mörke-Malen är en sjö i Gislaveds kommun i Småland och Tranemo kommun i Västergötland och ingår i Nissans huvudavrinningsområde. Sjön är 22 meter djup, har en yta på 1,09 kvadratkilometer och befinner sig 190,2 meter över havet. Sjön avvattnas av vattendraget Kilan (Västerån). Vid provfiske har abborre, braxen, mört och siklöja fångats i sjön.

## Delavrinningsområde
Mörke-Malen ingår i det delavrinningsområde (636114-135754) som SMHI kallar för Utloppet av Mörke-Malen. Medelhöjden är 204 meter över havet och ytan är 4,07 kvadratkilometer. Räknas de 3 delavrinningsområdena uppströms in blir den ackumulerade arean 40,76 kvadratkilometer. Kilan (Västerån) som avvattnar avrinningsområdet har biflödesordning 2, vilket innebär att vattnet flödar genom totalt 2 vattendrag innan det når havet efter 107 kilometer. Delavrinningsområdet består mestadels av skog (59 procent) och jordbruk (10 procent). Avrinningsområdet har 1,09 kvadratkilometer vattenytor vilket ger det en sjöprocent på 26,8 procent.